# Edifici de Banca Catalana (Passeig de Gràcia)
L'Edifici de Banca Catalana es troba al passeig de Gràcia, 84 de Barcelona i està catalogat com a bé amb elements d'interès (categoria C). Actualment està ocupat per un hotel.

## Història i descripció
Va ser projectat pels arquitectes Enric Tous i Josep Maria Fargas i construït entre el 1965 i el 1968. Va ser el seu primer gran encàrrec en un context urbà compromès i en estret diàleg amb la Casa Milà de Gaudí, i trasllada a l'escala urbana una metodologia de treball basada en l'eficiència tecnològica de la producció, màxima flexibilitat en l'ús i la integració modulada dels components en un tot harmònic.
L'edifici segueix les directrius de l'Edifici Hispano Olivetti i d'El Noticiero Universal en quant a contextualització del volum i radicalització de l'ús de la tecnologia. Destaca la introducció d'unes jàsseres a la primera planta que apuntalen l'edifici alliberant la planta baixa de pilars. A partir d'aquí, l'espai del carrer flueix a través d'un sistema de mitjos nivells que condueixen a les finestretes d'atenció al públic, ubicades a la part posterior. Les altres plantes tenen una estructura variable; només es manté com a constant el nucli de comunicacions verticals.
L'element decisiu que va fer que Tous i Fargas guanyessin el concurs per a la construcció de l'edifici va ser la façana, que està construïda amb panells aïllants. És un pla bidimensional articulat a partir de panys de vidre i peces plàstiques en forma de paraboloide. Aquesta solució atorga gran plasticitat i un interessant joc de clarobscurs. Estan pensades com una retícula d'elements opacs i transparents intercanviables en funció de la distribució interior.
Les finestres són horitzontals i s'estructuren, de terra al sostre, en mòduls verticals. Alguns dels mòduls són de vidre reflectant i altres de formes hiperboloides, agrupades en una proporció del 50%.